# Campeonato Asiático de Airgun 2018
El Campeonato Asiático de Airgun de 2018 se llevó a cabo en el Complejo Olímpico de Tiro Sheikh Sabah Al-Ahmad en la ciudad de Kuwait, Kuwait, entre el 2 y el 12 de noviembre de 2018.

## Resumen de medallas

### Masculino
| Evento                                     |                                            |                                                           |                                                            |
| ------------------------------------------ | ------------------------------------------ | --------------------------------------------------------- | ---------------------------------------------------------- |
| Pistola de aire comprimido de 10 m         | Wu Jiayu ( China)                          | Huang Junzhi ( China)                                     | Zhang Hao ( China)                                         |
| Equipo de pistola de aire 10 m             | China (Huang Junzhi, Wu Jiayu y Zhang Hao) | Singapur (Gai Bin, Li Jingxiang y Sebastian Soon)         | Kuwait (Saad Al-Ajmi, Ali Al-Mutairi y Hamad Al-Nmshan)    |
| Rifle de aire comprimido de 10 m           | Yang Haoran ( China)                       | Cao Yifei ( China)                                        | Liu Yukun ( China)                                         |
| Equipo de rifle de aire comprimido de 10 m | China (Cao Yifei, Liu Yukun y Yang Haoran) | Kazajistán (Ilya Fedin, Alexey Kleimyonov y Yurly Yurkov) | Baréin (Husain Abdujabbar, Naser Bin Turki y Mahmood Haji) |

### Femenino
| Evento                                     |                                               |                                                         |                                                              |
| ------------------------------------------ | --------------------------------------------- | ------------------------------------------------------- | ------------------------------------------------------------ |
| Pistola de aire comprimido de 10 m         | Jiang Ranxin ( China)                         | Teh Xiu Hong ( Singapur)                                | Li Xue ( China)                                              |
| Equipo de pistola de aire 10 m             | China (Jiang Ranxin, Li Xue y Wang Qian)      | China Taipéi (Tien Chia-chen, Tu Yi Yi-tzu y Yu Ai-wen) | Singapur (Teh Xiu Hong, Teh Xiu Yi y Teo Shun Xie)           |
| Rifle de aire comprimido de 10 m           | Wu Mingyang ( China)                          | Tessa Neo ( Singapur)                                   | Zhao Ruozhu ( China)                                         |
| Equipo de rifle de aire comprimido de 10 m | China (Wang Shuyi, Wu Mingyang y Zhao Ruozhu) | Singapur (Tessa Neo, Adele Tan y Martina Veloso)        | China Taipéi (Hung Chien-ching, Pan Chia-wei y Tsai Yi-ting) |

### Mixto
| Evento                                     |                                   |                                 |                                          |
| ------------------------------------------ | --------------------------------- | ------------------------------- | ---------------------------------------- |
| Equipo de pistola de aire 10 m             | China (Wu Jiayu y Jiang Ranxin)   | China (Wang Mengyi y Wang Qian) | China Taipéi (Kuo Kuan-ting y Yu Ai-wen) |
| Equipo de rifle de aire comprimido de 10 m | China (Yang Haoran y Zhao Ruozhu) | China (Cao Yifei y Wang Shuyi)  | Japón (Naoya Okada y Ayano Shimizu)      |

## Medallero
| Pos.               | País               |    |    |    | Total |
| ------------------ | ------------------ | -- | -- | -- | ----- |
| 1                  | China              | 10 | 4  | 4  | 18    |
| 2                  | Singapur           | 0  | 4  | 1  | 5     |
| 3                  | China Taipéi       | 0  | 1  | 2  | 3     |
| 4                  | Kazajistán         | 0  | 1  | 0  | 1     |
| 5                  | Baréin             | 0  | 0  | 1  | 1     |
| 5                  | Japón              | 0  | 0  | 1  | 1     |
| 5                  | Kuwait             | 0  | 0  | 1  | 1     |
| Total (7 naciones) | Total (7 naciones) | 10 | 10 | 10 | 30    |

## Enlaces ezternos
- Resultados oficiales

- Datos: Q85730445